# X-50 (航空機)
ボーイング X-50 ドラゴンフライ
X-50のイメージ画像
- 分類：実験用航空機
- 製造者：ボーイング
- 運用者： アメリカ合衆国（DARPA）
- 初飛行：2003年11月24日
- 生産数：2機
- 運用状況：キャンセル

ボーイング X-50 ドラゴンフライ（英語: Boeing X-50 Dragonfly）は、アメリカ合衆国の垂直離着陸実験機。国防高等研究計画局(DARPA)とボーイング社が開発していた無人機であり、カナード・ローター/ウィング(CRW)という方式を採用している。

## 概要
国防高等研究計画局(DARPA)は回転翼機と固定翼機を混合させた垂直離着陸機に興味を有しており、1980年代にはシコルスキー Xウイングの研究を行っていた。この流れで、1998年よりボーイングと共同で開発を始めたのがX-50である。X-50はカナード・ローター/ウィング方式を採用した無人機であり、技術開発を目的としている。
X-50は機体前部にカナードを有し、機体中ほどの頂部に固定翼ともなるローターを有している。尾部に水平・垂直尾翼を持つ。エンジンはターボファンエンジン1基であり、ローターの駆動に当たってはローター端よりジェット排気を噴出し、その反動で駆動させる。トルク制御も排気を用いる。高速水平飛行時には、ローターを固定し、ジェット排気をローターとは別途の排気口より後方へ噴出させ、それにより前進力を得る。高速水平飛行時の揚力はカナードおよび尾翼から得ている。なお遷移飛行時にジェット排気はローター端と後部排気口の双方から噴出される。ジェット排気を用いる方法は機体各所が高温となるため、それを克服する必要があるが、構造については簡易化されることが利点となる。回転翼機と固定翼機の特徴を併せ持ち、垂直離着陸が可能で回転翼機よりも高速で飛行できる機体を目指している。
X-50は2機の製造契約が結ばれ、2003年11月24日に垂直離陸に成功した。しかし、2004年3月23日の三度目の飛行で墜落し、1号機は大破した。2号機を用いて試験が継続されたが、こちらも異常なピッチ運動により2006年4月12日に墜落、機体は失われた。試験飛行において、完全な遷移飛行には成功していない。
2006年9月にDARPAは技術的欠陥を認め、計画は中止された。

## 性能・主要諸元

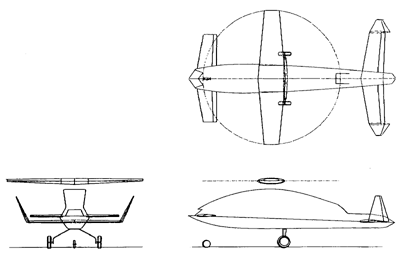
X-50　三面図

### 一般的な特性
- 容量：91kg
- 全長：5.38m
- 中央翼幅：2.69m
- 下翼幅：2.47m
- 全高：1.98m
- 自重：574kg
- 総重量：645kg
- 燃料容量：66kg
- エンジン：1 × ウィリアムズ F112（英語版）
- メインローター径：3.7m

### パフォーマンス
- 最大速度：700km/h
- 巡航速度：278km/h